# 小赤沙

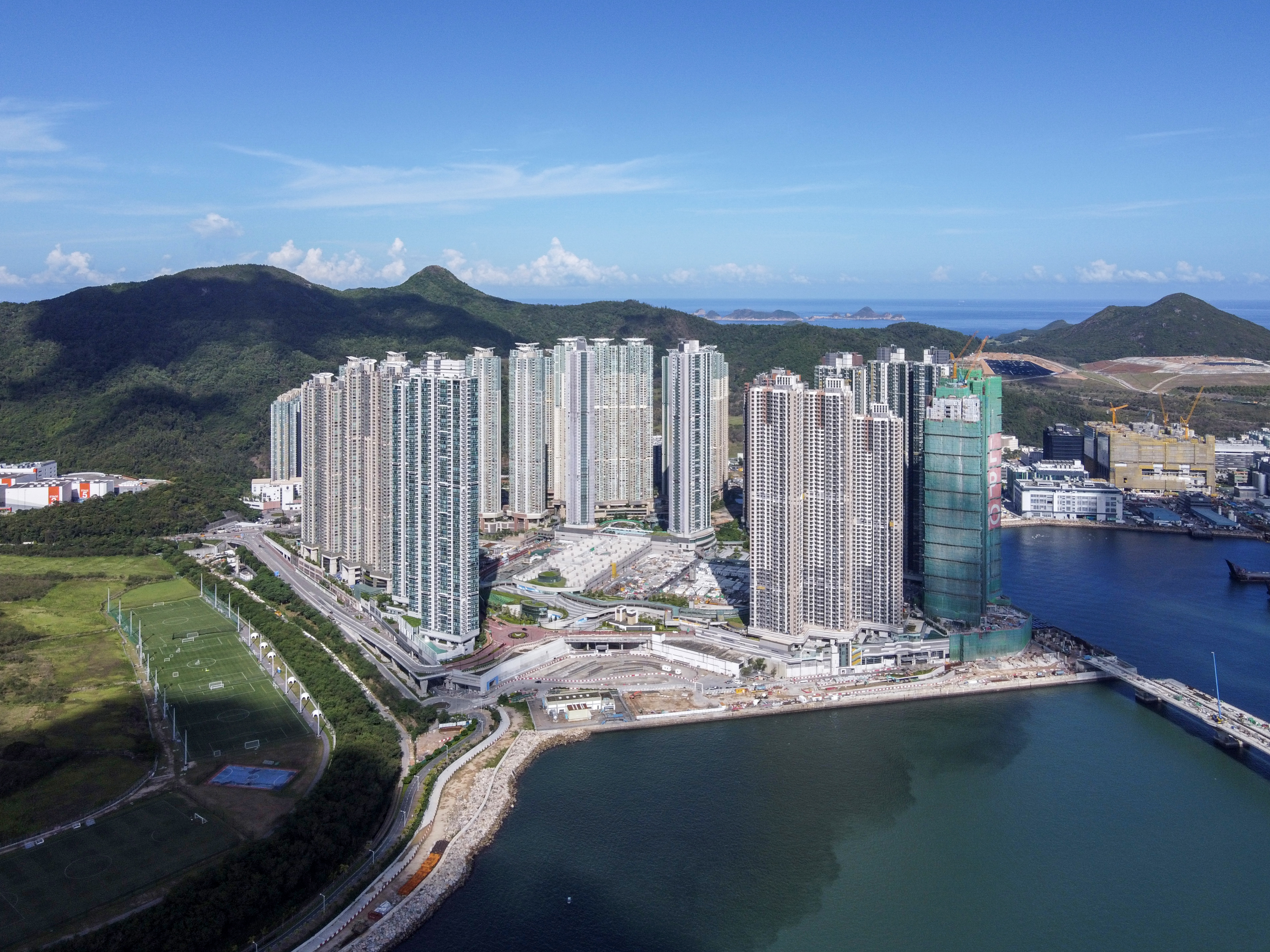
日出康城

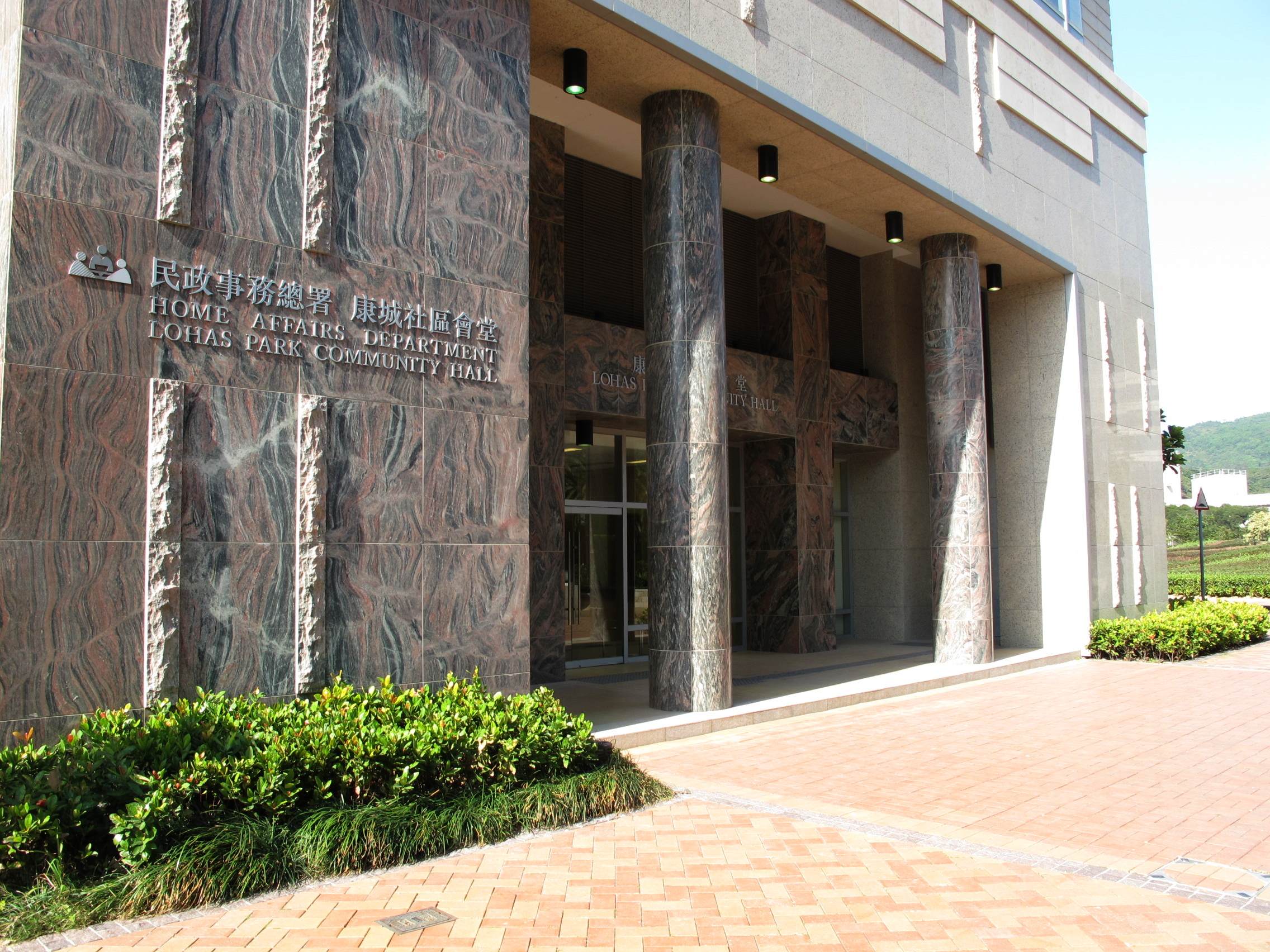
康城社區會堂

小赤沙（英語：Siu Chik Sha）是香港新界清水灣半島西部的地方，北面為百勝角，南面為大赤沙，鄰近將軍澳創新園。小赤沙這個地名，早在明代出版的著名廣東地方誌《粵大記》已經標出，但是當時小赤沙的人口已不可考。由於近年小赤沙設有港鐵康城站，所以又被俗稱為康城或日出康城（英語：LOHAS Park）。該區主要有港鐵康城站及將軍澳車廠，還包括日出康城鐵路上蓋發展計劃。當中建有1個港鐵大型商場「The LOHAS 康城」、1個小型商場（日出康城第一期首都商場）、文娛康樂設施、綠化及休憩區、長約400米的將軍澳南海濱長廊、3間學校、幼兒院、社區會堂、鐵路車站及公共運輸交匯處等。其他設施還包括邵氏影城、將軍澳污水處理廠及新巴車廠等。

## 環境
小赤沙距離新界東南堆填區只有大約850米，附近還有日出康城及將軍澳工業邨等建築物。環保署證實有兩個沼氣排放設施距離康城不足250米，並與一條環保大道之隔則是污水處理廠〈只在密閉空間內處理污水〉。

## 主要道路
- 日出大道
- 環保大道
- 康城路
- 環澳路

## 屋苑
- 首都，日出康城第1期
- 領都，日出康城第2A期
- 領峯，日出康城第2B期
- 領凱，日出康城第2C期
- 緻藍天，日出康城第3期
- 晉海，日出康城第4A期
- 晉海II，日出康城第4B期
- MALIBU，日出康城第5期
- LP6，日出康城第6期
- MONTARA，日出康城第7A期
- GRAND MONTARA，日出康城第7B期
- SEA TO SKY，日出康城第8期
- MARINI，日出康城第9A期
- GRAND MARINI，日出康城第9B期
- OCEAN MARINI，日出康城第9C期
- LP10，日出康城第10期
- 凱柏峰，日出康城第11期（興建中）
- 日出康城第12期（未命名，規劃中）
- 日出康城第13期（未命名，規劃中）
- 峻瀅
- 峻瀅II
- 海茵莊園（興建中）

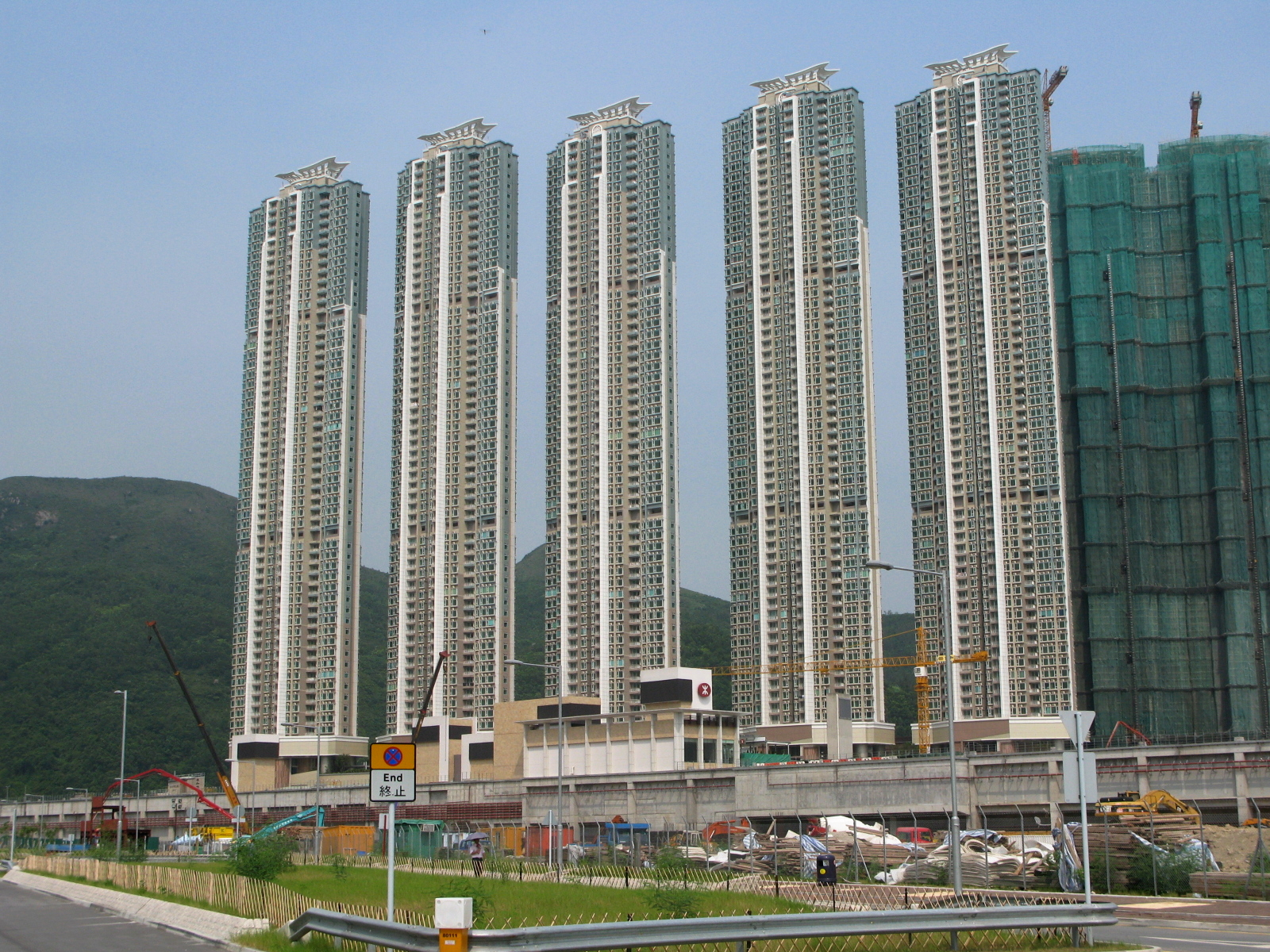
首都
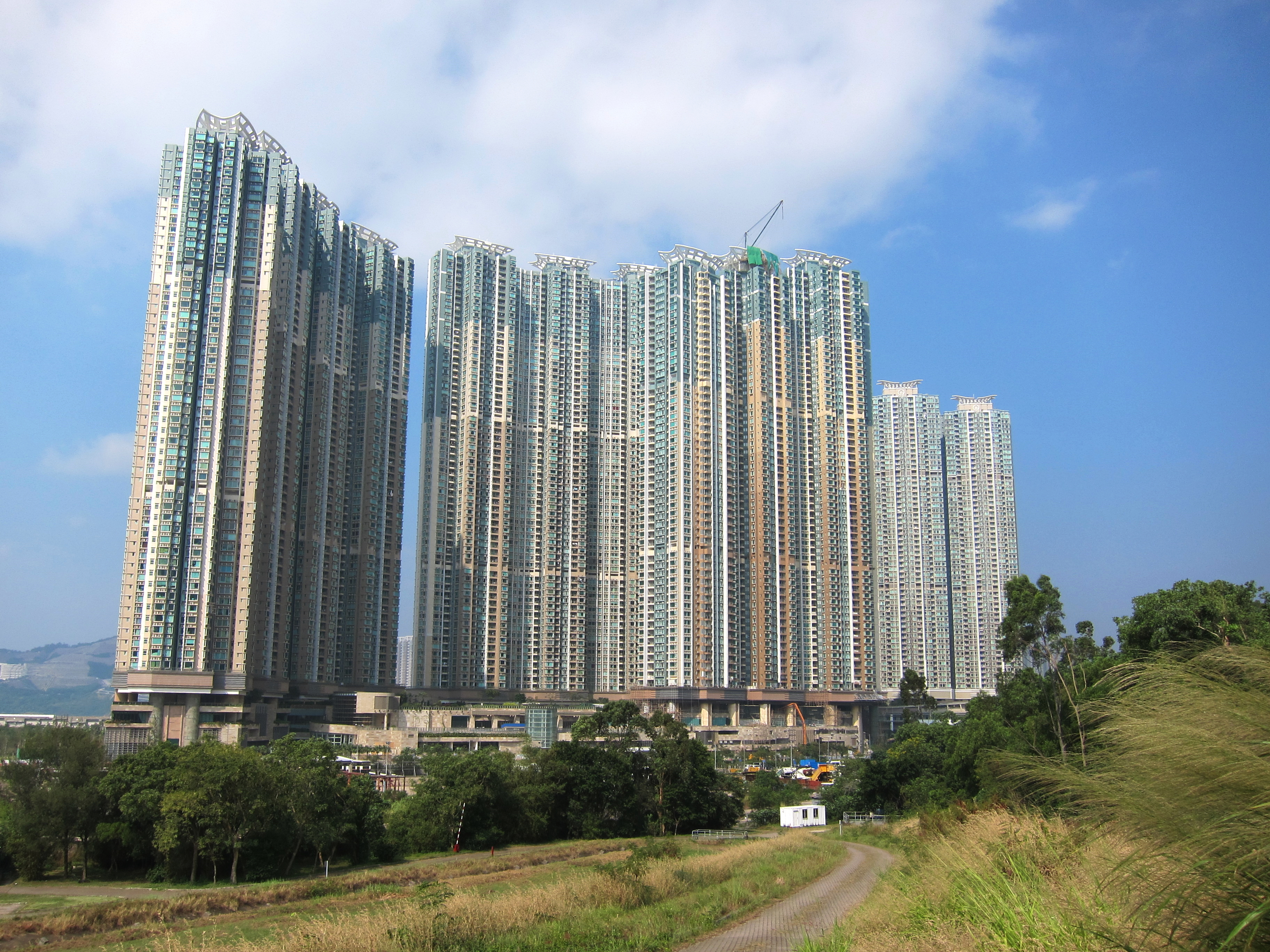
領都、領峯及領凱
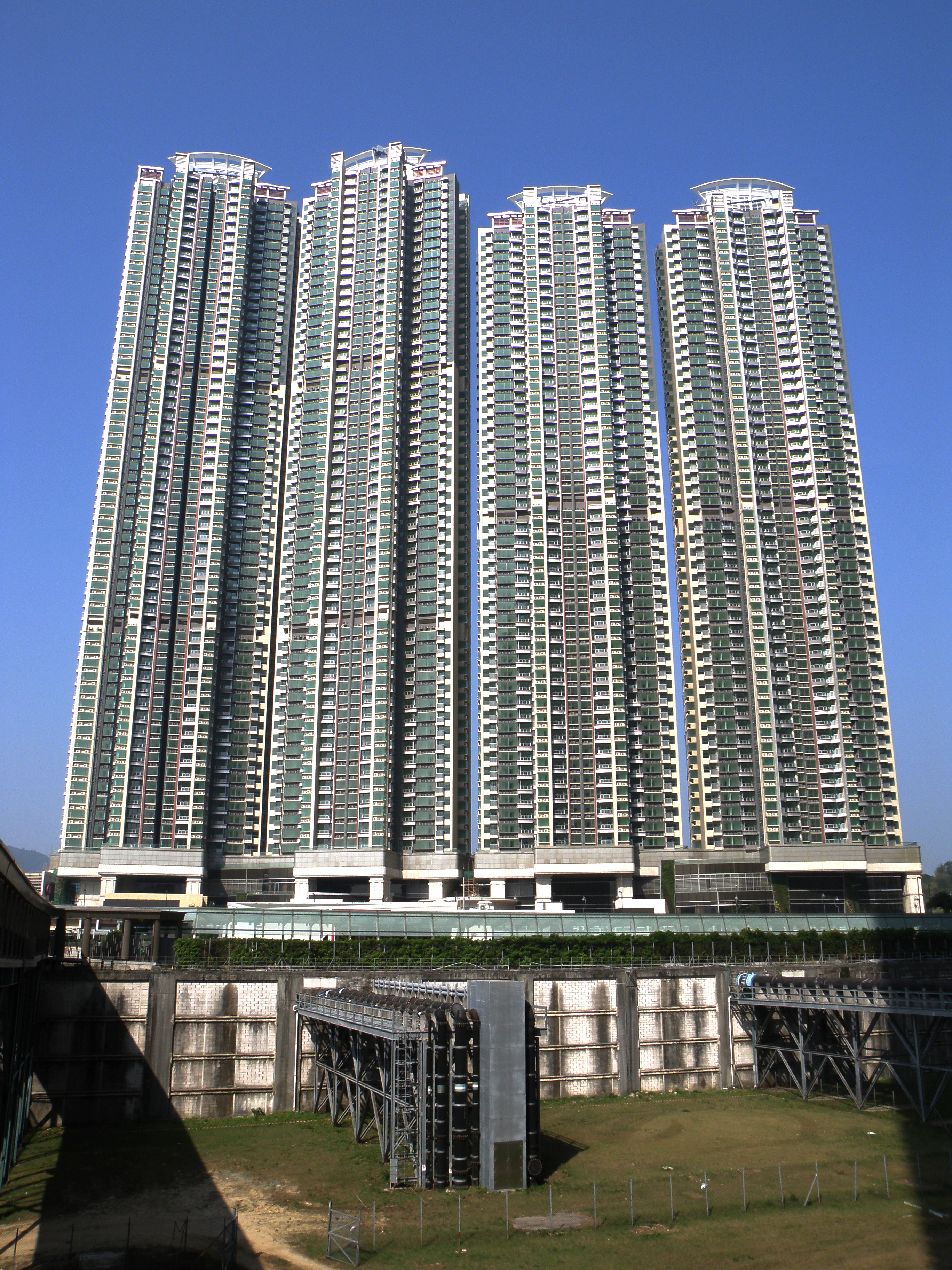
緻藍天
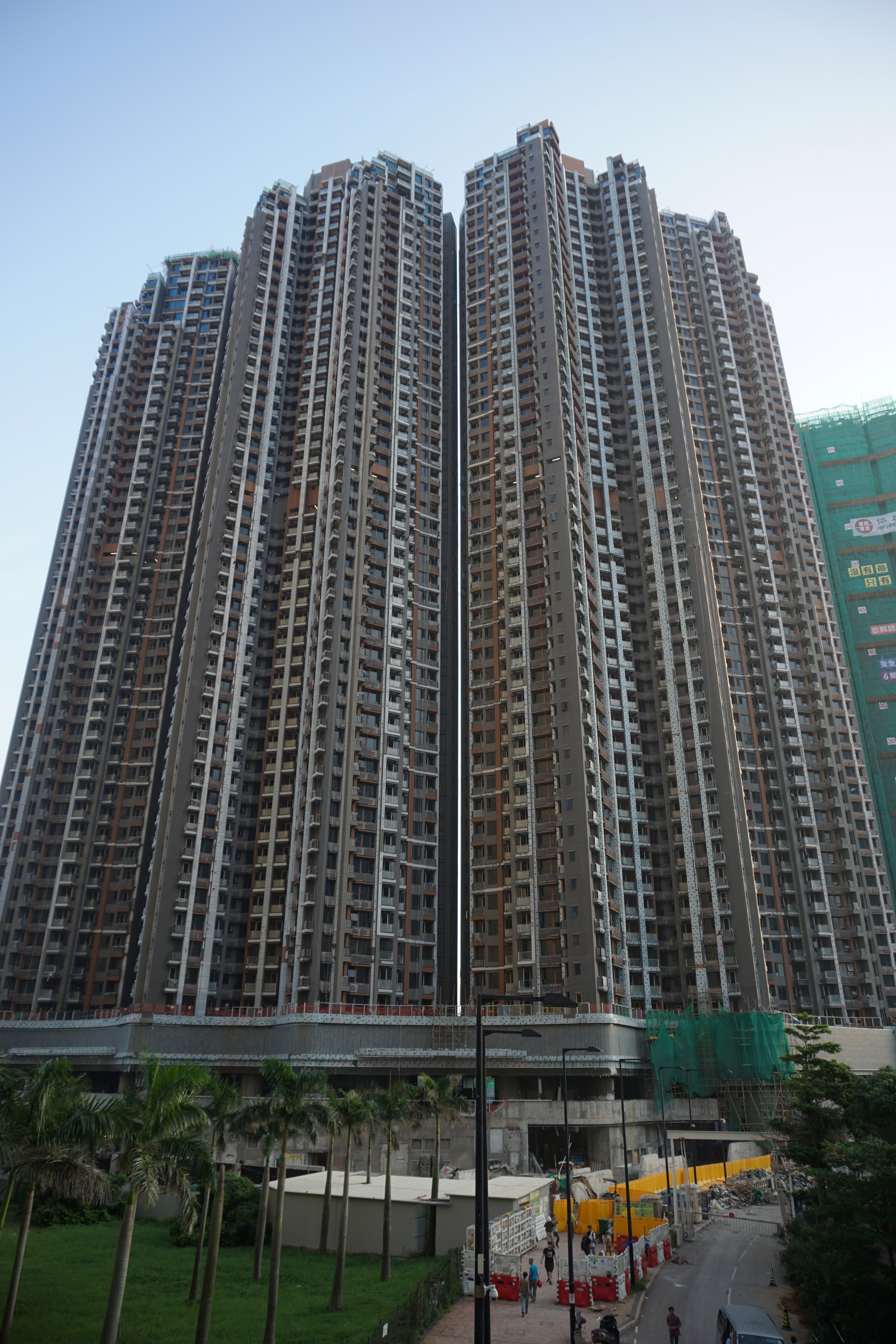
晉海
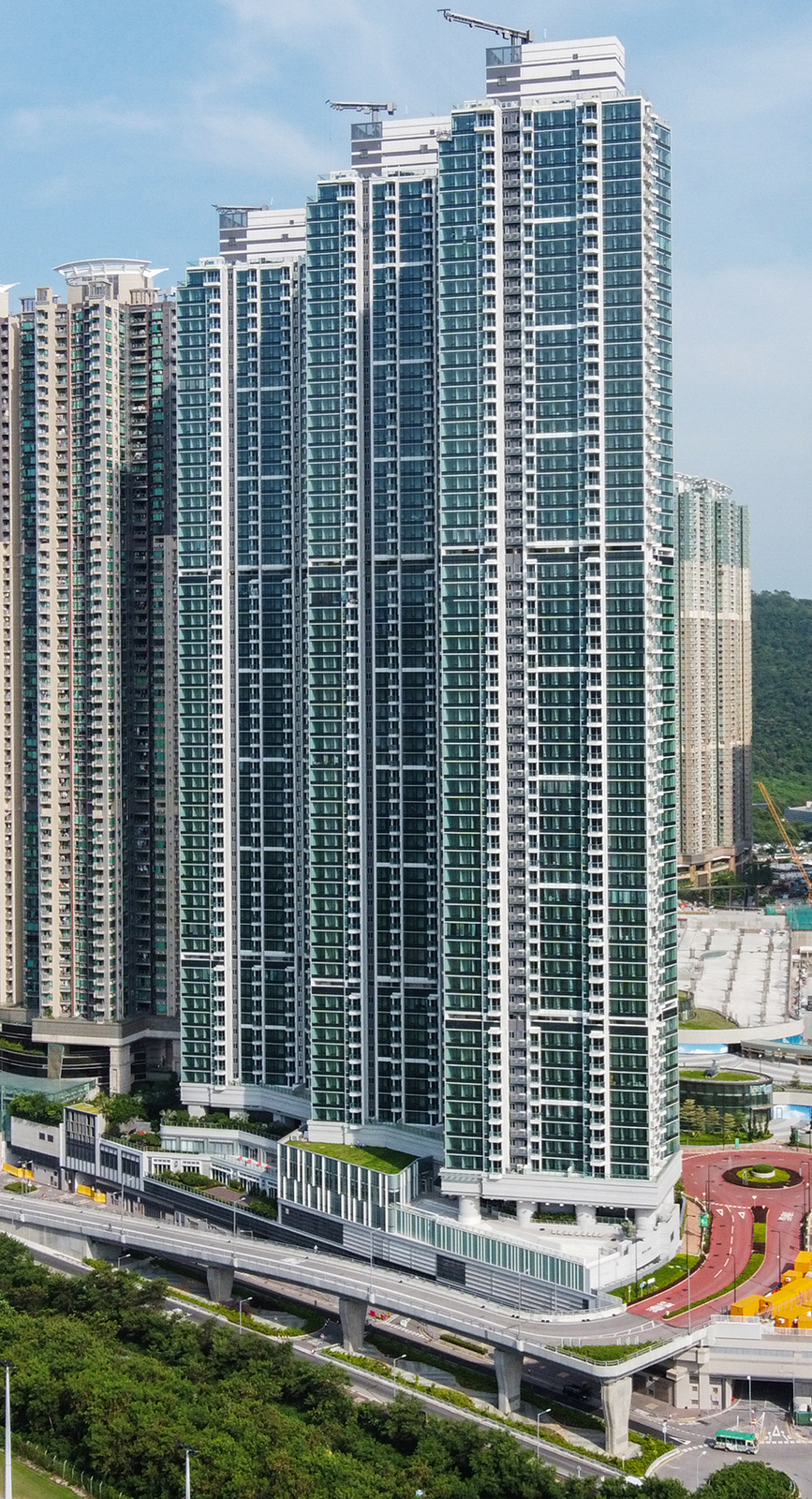
MALIBU
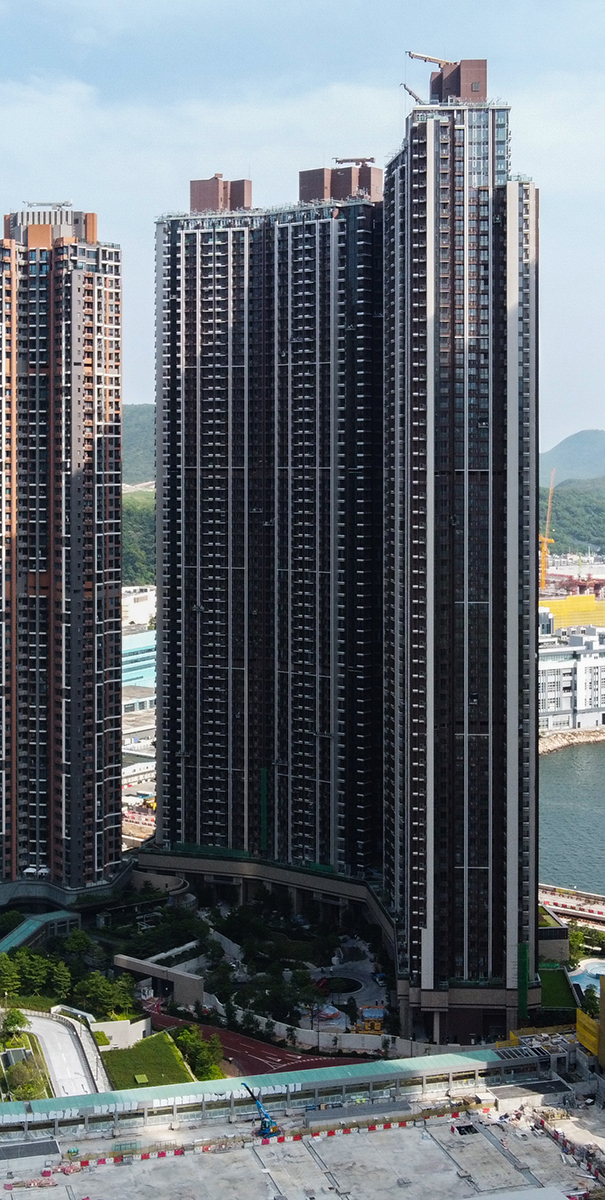
LP6
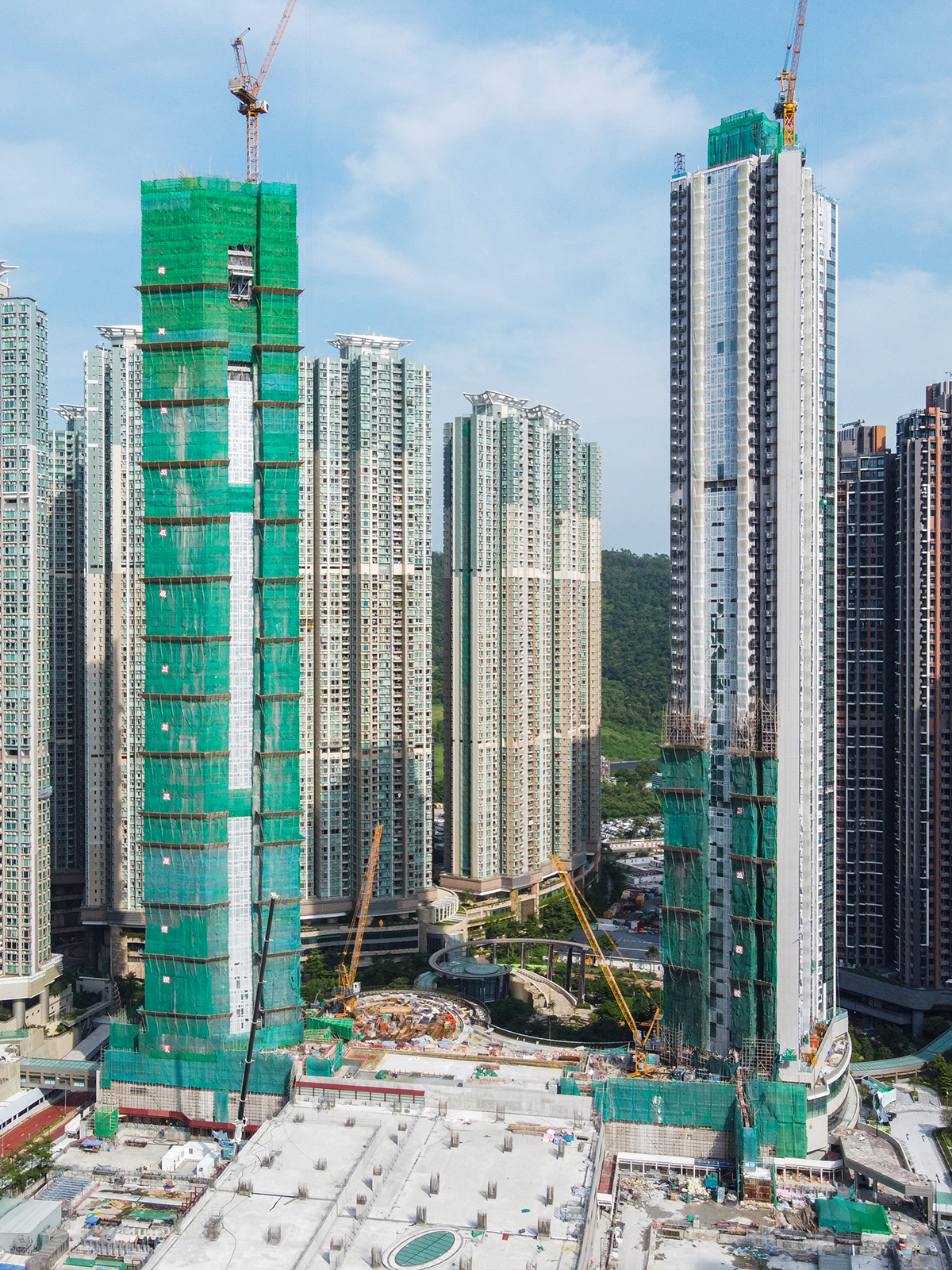
GRAND MONTARA及MONTARA
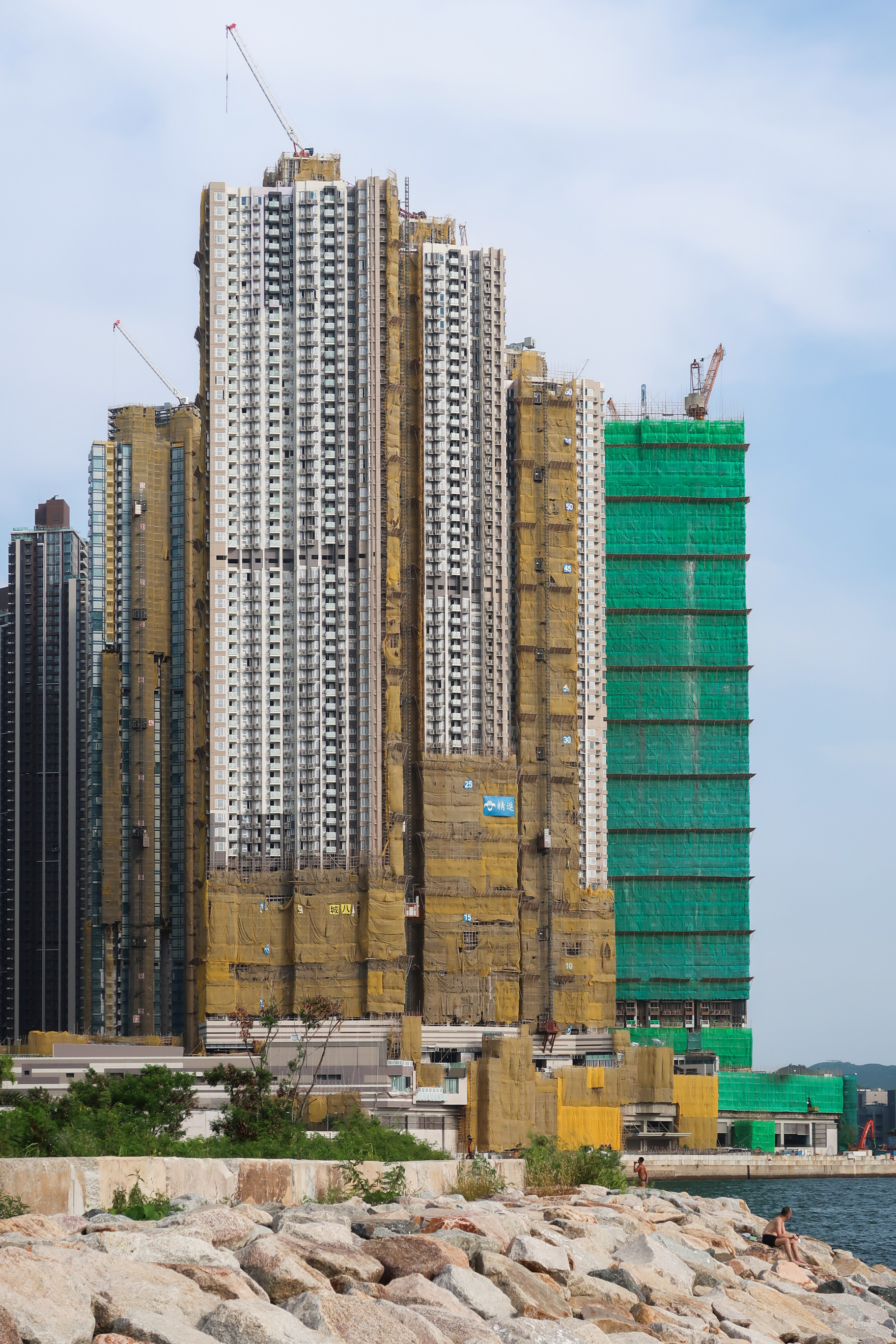
SEA TO SKY
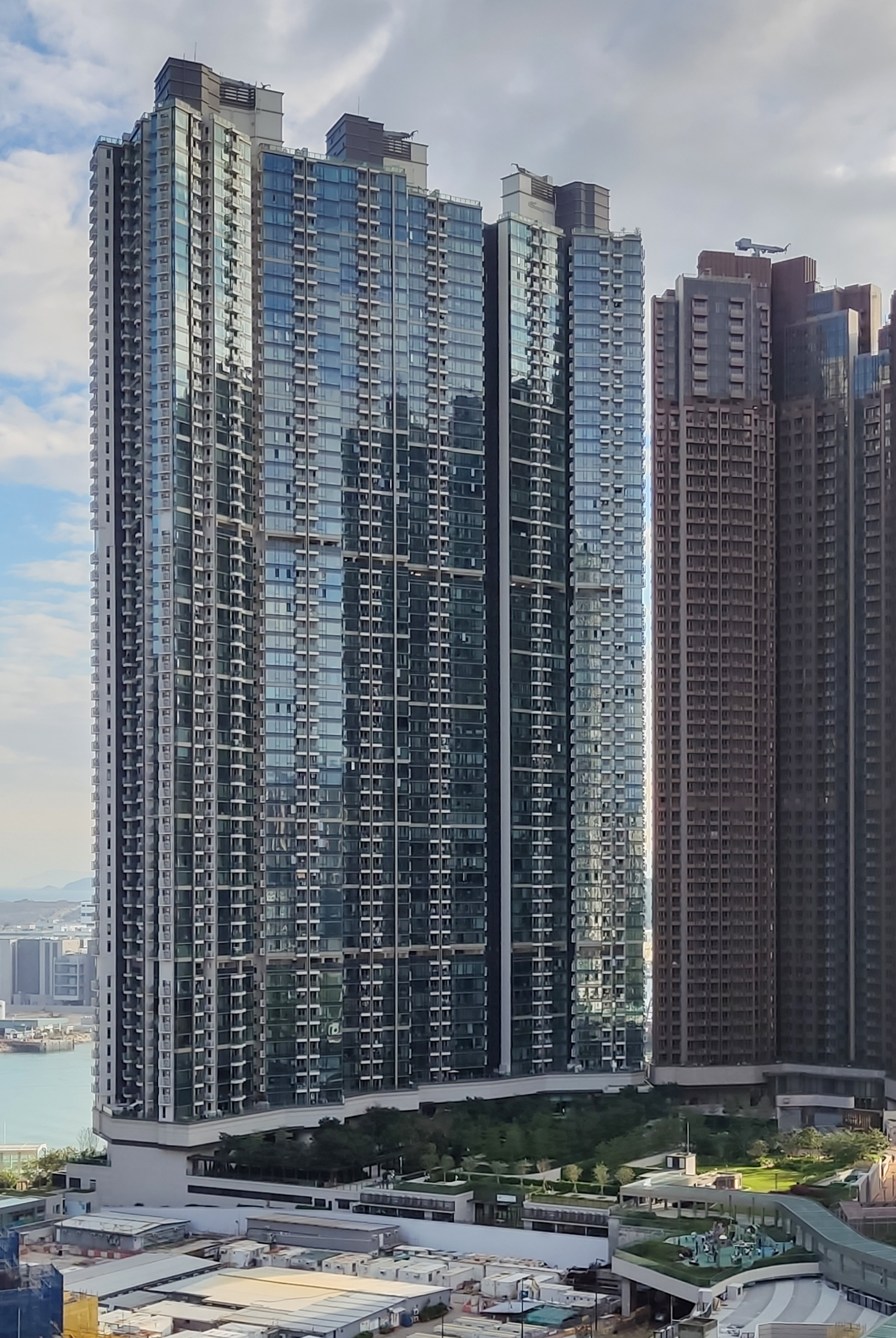
OCEAN MARINI、GRAND MARINI及MARINI
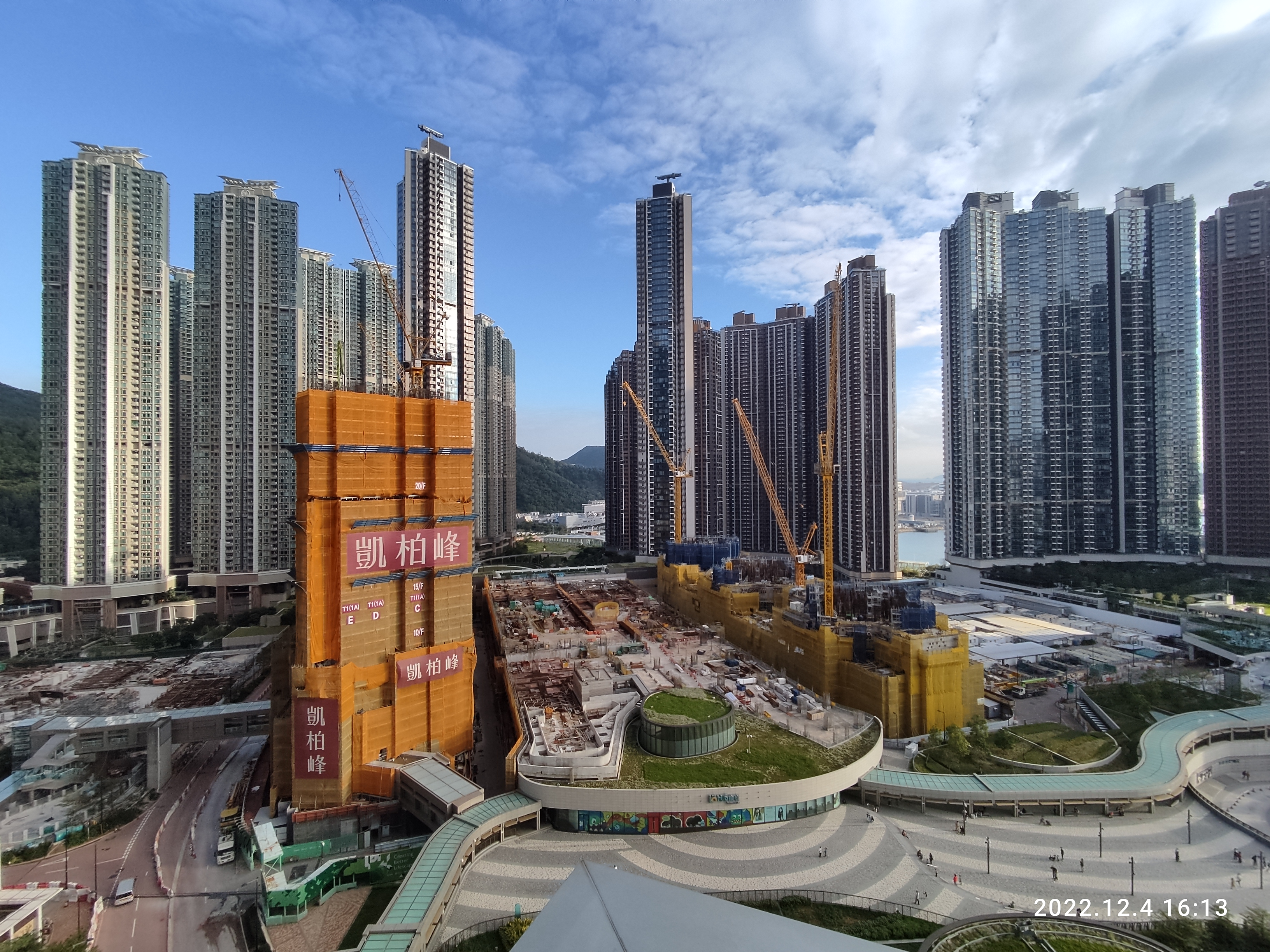
日出康城第11及12期
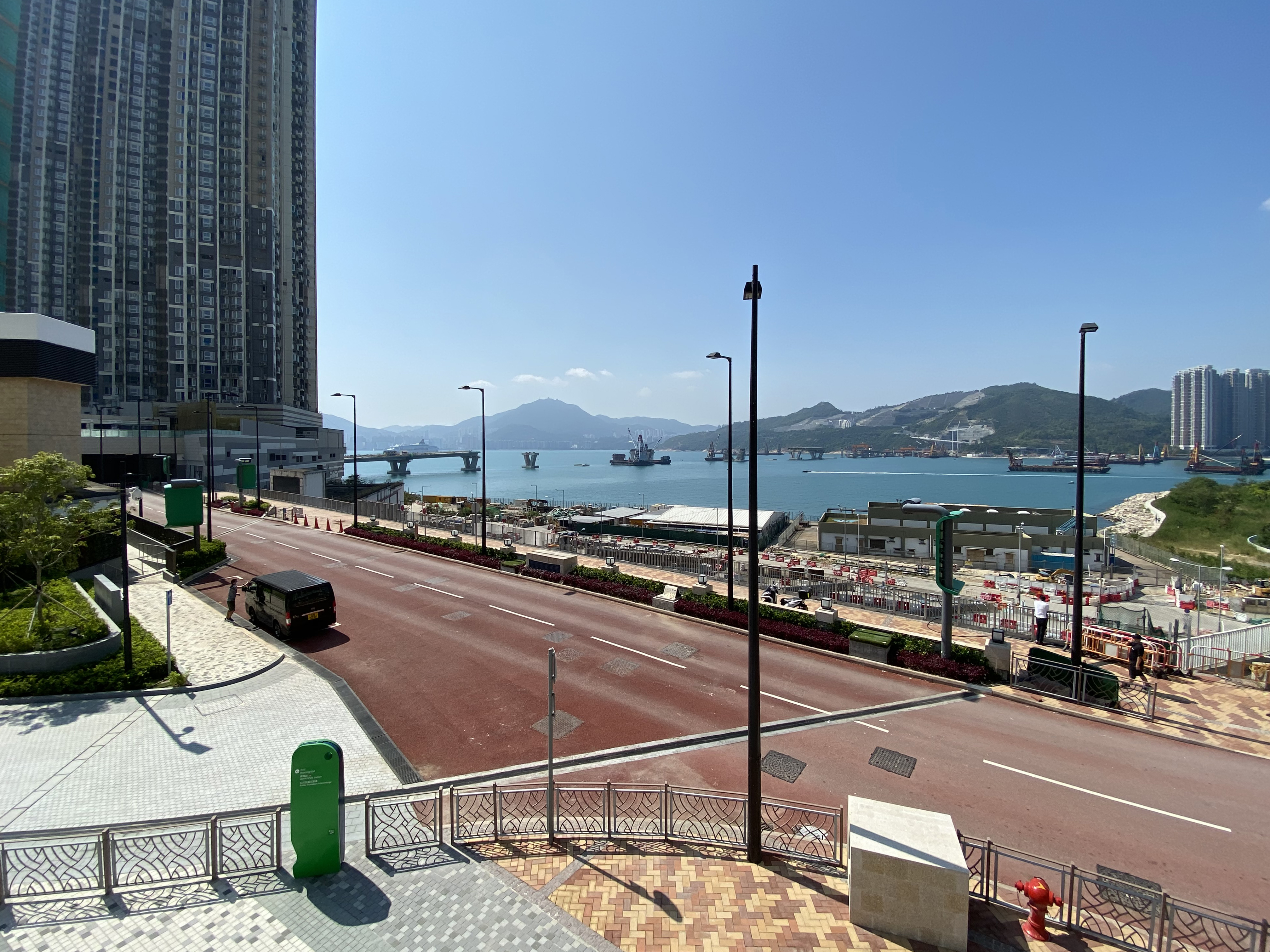
日出康城第13期
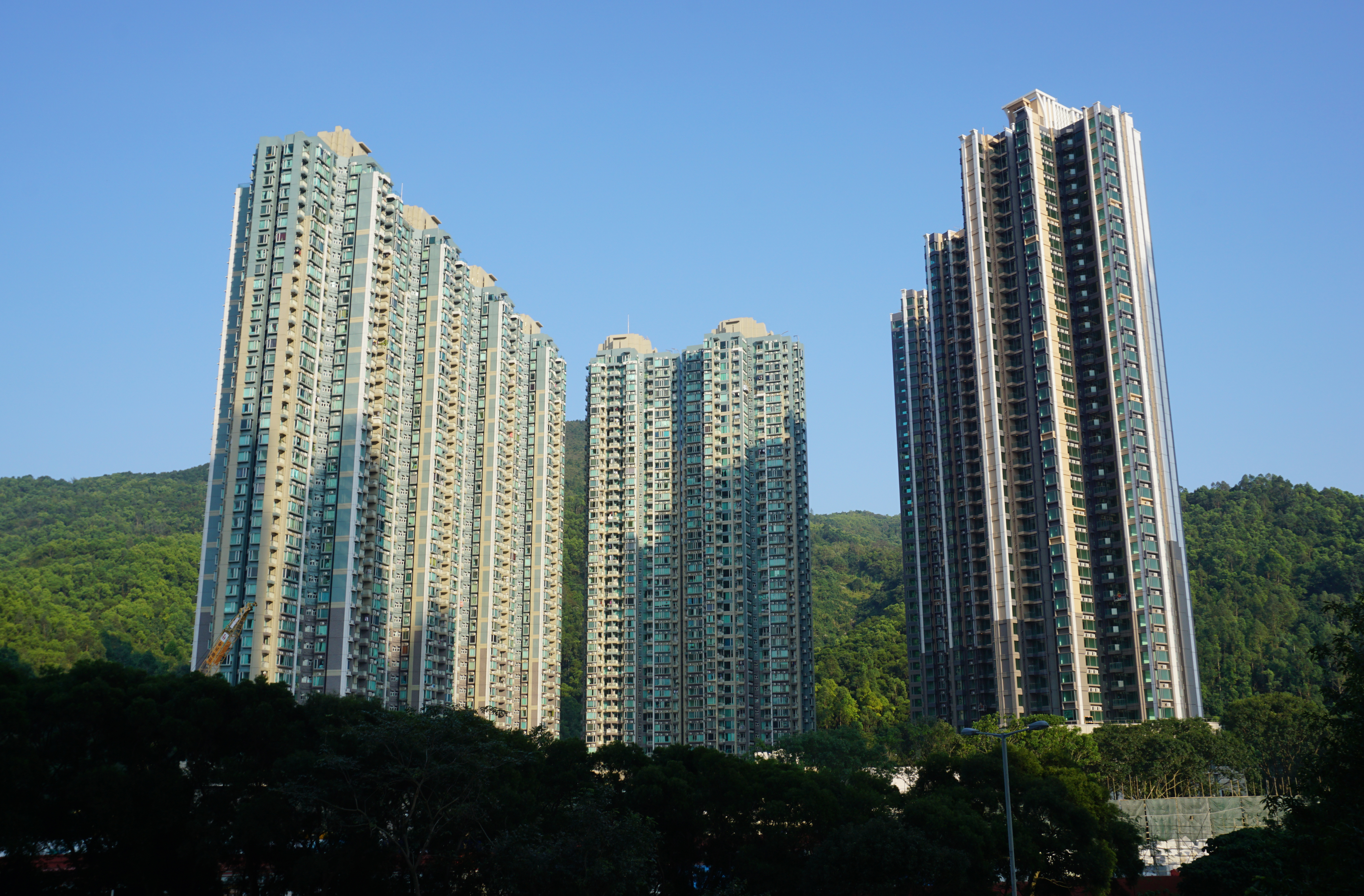
峻瀅及峻瀅II

## 商場及公園
- 「The LOHAS 康城」商場
- 「卓裕大道」商場
- 日出公園
- 動感公園

## 交通

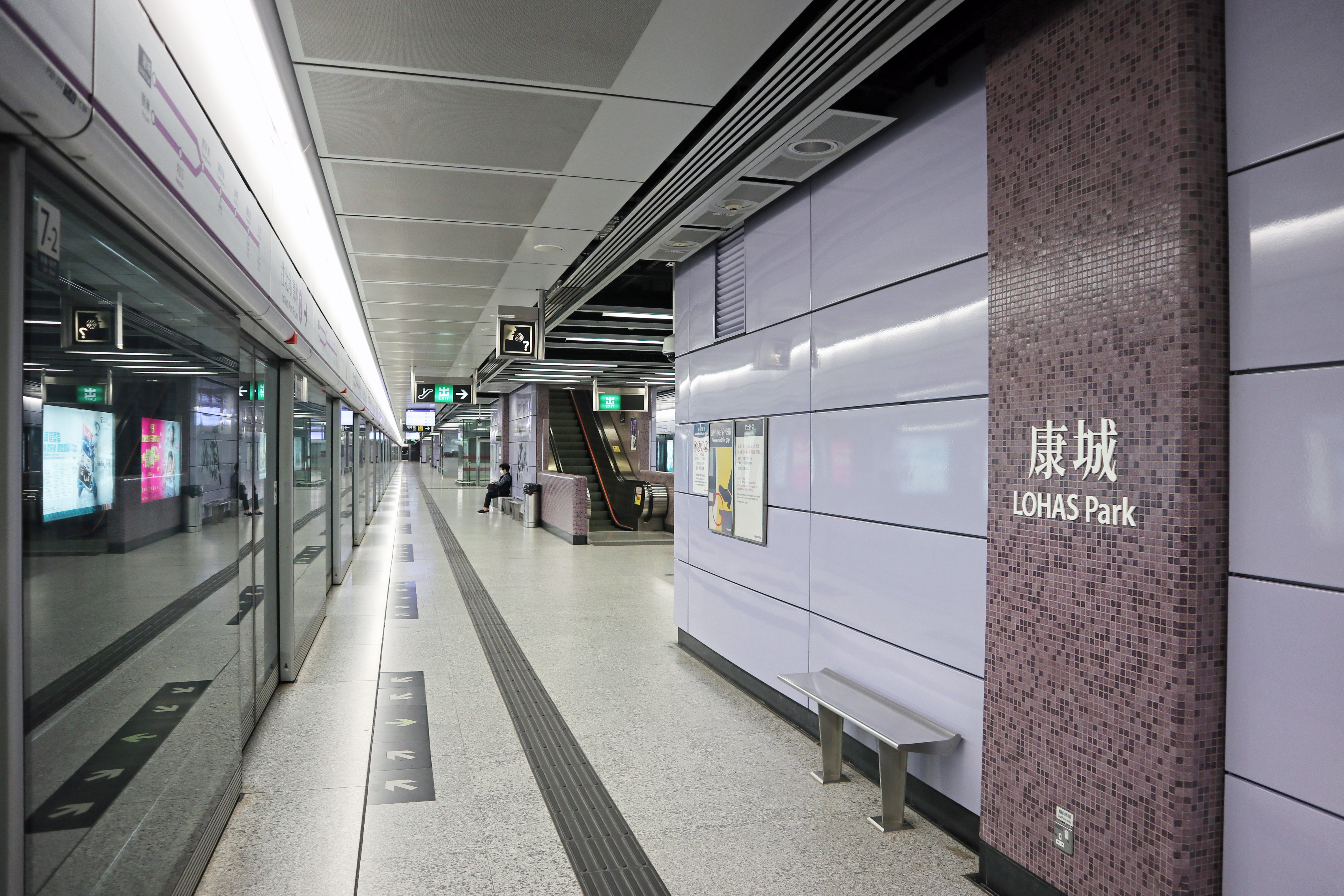
港鐵康城站

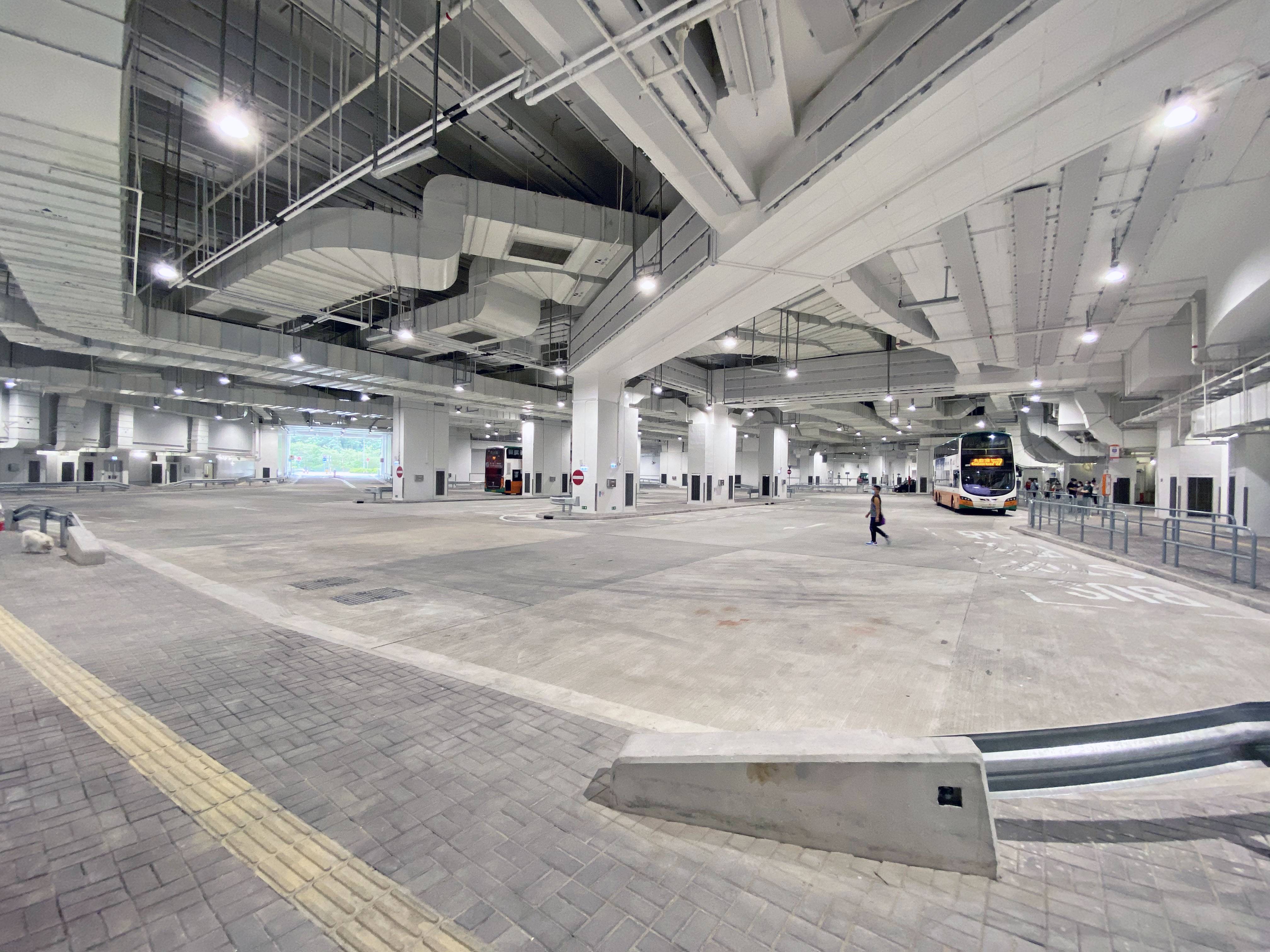
康城站公共運輸交匯處

交通主要依賴港鐵將軍澳綫康城站，每四班將軍澳綫列車就會有一班經將軍澳綫列車前往康城站，平均每12分鐘一班。

## 工業
- 將軍澳創新園
- 港鐵將軍澳車廠

## 事件
2009年6月30日，日出康城第二期「領都」第5座發生工業意外，事件中棚架等雜物墮至18樓時被卡住，大批斷竹塞在20樓至18樓位置，而18樓以下的竹棚則繼續下墜，最後掉落8樓平台，竹枝橫七豎八塞於8、9樓間，竹枝與圍網交錯墜下3米乘5米的天井內，兩名工人在16樓隨棚架跌至8樓，造成一人死亡，一人獲救後情況嚴重。蘋果日報：領都地盤慘劇消防搜索26小時尋獲屍體，拆棚工人葬身於千支斷竹下。

## 公共設施
- 公共運輸交匯處
- 港鐵車廠
- 巴士車廠

## 區議會議席分佈
正如前述，大、小赤沙及百勝角附近的住宅發展以日出康城為主，其餘部分人口不多。所以自日出康城發展後，部分地方劃出坑口東選區，形成新的選區。
| 年度/範圍    | 2000-2003  | 2004-2007  | 2008-2011  | 2012-2015  | 2016-2019  | 2020-2023  | 2024-2027      |
| ------------ | ---------- | ---------- | ---------- | ---------- | ---------- | ---------- | -------------- |
| 環保大道以東 | 坑口東選區 | 坑口東選區 | 坑口東選區 | 坑口東選區 | 坑口東選區 | 坑口東選區 | 西貢及坑口選區 |
| 環保大道以西 | 尚德選區   | 尚德選區   | 環保選區   | 環保選區   | 請參閱下表 | 請參閱下表 | 西貢及坑口選區 |

環保大道沿線地區選區分佈
| 年度/範圍        | 2016-2019  | 2020-2023  |
| ---------------- | ---------- | ---------- |
| 清水灣半島       | 環保北選區 | 環保北選區 |
| 峻瀅             | 環保北選區 | 環保北選區 |
| 日出康城第一期   | 環保北選區 | 環保北選區 |
| 日出康城第二期   | 環保南選區 | 環保南選區 |
| 日出康城第三期   | 環保南選區 | 環保南選區 |
| 日出康城其他期數 | 環保南選區 | 環保南選區 |
| 將軍澳工業邨     | 環保南選區 | 環保南選區 |

註：以上主要範圍尚有其他細微調整（包括編號），請參閱有關區議會選舉選區分界地圖及條目。

## 鄰近地區
- 將軍澳市中心
- 調景嶺
- 百勝角
- 清水灣
- 坑口
- 寶琳

## 當區區議員(2012-2015)
- Q24環保（日出康城、清水灣半島）：方國珊